# Torre di Monte Barone
La Torre di Monte Barone (anticamente di Monti Barone) venne costruita nel 1568 ed è la quarta torre costiera appartenente al territorio della Capitanata. 
Ecco la descrizione 26 anni dopo la sua costruzione, tratta dal manoscritto di Carlo Gambacorta "Visita delle Torri di Capitanata nel mese di dicembre 1594":
(Carlo Gambacorta)
Oggi nota come Torre del Segnale (a poca distanza da Baia delle Zagare), venne innalzata nel 1568. Nei disegni il Gambacorta la riproduce su alto basamento pieno e, stando alla scala in palmi di riferimento, doveva avere un'altezza non inferiore a diciassette metri. La maggiore estensione verticale, come succede per la vicina Torre Pergola, di simile tipologia e dimensioni, doveva dipendere dalla necessità di poter scorgere tanto il contesto limitrofo quanto le torri contigue. Nel 1685 "s'ha da reparare dalle pedamenta".
La torre è andata distrutta a seguito di eventi non noti.